# Temporada 1964-1965 del Club Joventut Badalona
La temporada 1964-1965 va ser la 26a temporada en actiu del Club Joventut Badalona des que va començar a competir de manera oficial. La Penya va disputar la seva 9a temporada a la màxima categoria del bàsquet espanyol, acabant la competició en la tercera posició, igualant la posició aconseguida la temporada anterior. Aquesta temporada també va disputar la Copa del Generalíssim, competició en la que va ser tercer. L'equip juga amb l'esponsorització "Fantasit" a la samarreta.

## Resultats
Lliga espanyola
A la lliga espanyola finalitza en la tercera posició de 8 equips participants. En 14 partits disputats va obtenir un bagatge de 8 victòries i 6 derrotes, amb 940 punts a favor i 800 en contra (+140).
Copa del Generalíssim
En aquesta edició de la Copa del Generalíssim disputada a Salamanca, el Joventut va quedar eliminat a semifinals a mans del Reial Madrid per 103 a 107. Es va disputar un partit pel tercer i quart lloc que els verd-i-negres van guanyar per 82 a 47 al CB Dimar de València. Prèviament, a quarts, la Penya havia eliminat al CN Vitòria per 95 a 40.
Altres competicions
El Joventut guanyaria el Trofeu Samaranch derrotant a la final al Picadero per 74 a 70.

## Plantilla
La plantilla del Joventut aquesta temporada va ser la següent:
| Club Joventut Badalona: plantilla 1964-65 |
| Jugadors                                  |
| Josep Lluís                               |
| Enric Margall                             |
| Francesc Buscató                          |
| Amador Rojas                              |
| Joaquim Ballester                         |
| Joan Fa                                   |
| Enrique Baturone                          |
| Guifré Gol                                |
| Miguel Homs                               |
| Isidre Vives                              |
| Xavier Mañé                               |
| Francesc Ramón                            |
| Entrenador                                |
| Eduard Kucharski                          |